# Майское (Ханкайский район)
В Приморье в Черниговском районе тоже есть село Майское.
Ма́йское — село в Ханкайском районе Приморского края России.
Входит в состав муниципального образования Сельское поселение Октябрьское, в который входят сёла Люблино, Майское, Новониколаевка и Октябрьское.

## История
Ранее село называлось — первым отделением рисосовхоза «Ханкайский», центральная усадьба которого располагалась в селе Ильинка. Старожилы утверждают, что на заре становления села улицы находились совсем в другой стороне, в более низком и топком месте. Ещё в середине 40-х годов на месте села можно было встретить несколько корейских фанз и очень мало русских хат. После окончания Великой Отечественной войны в селе располагалась женская исправительная колония, а чуть позже на этом месте разместили японских военнопленных.
Большие изменения в селе произошли после майского Пленума ЦК КПСС 1966 года, принявшего программу грандиозного мелиоративного строительства на Дальнем Востоке. Первым главным застройщиком села и рисовых плантаций считается Ханкайское строительное управление треста «Примводстрой» Министерства мелиорации и водного хозяйства СССР.
С 1993 года в селе появилось товарищество с ограниченной ответственностью «Гранит». Оно занималось ремонтом дорог, выращивало овощи и зерновые и предоставляло работу не только жителям Майского, но и жителям соседних сёл и даже районному центру.Сейчас в селе находится СХПК «Майское».

## Население
| 2002 | 2005 | 2010 |
| ---- | ---- | ---- |
| 775  | ↗800 | ↘562 |